# Albertbank
Koordinaten: 77° 10′ S, 32° 45′ W
Die Albertbank ist eine Bank im antarktischen Weddell-Meer. Sie liegt unweit der Küste des Coatsland in einer Tiefe von mindestens 250 m unter dem Meeresspiegel.
Benannt ist sie auf Vorschlag des Vermessungsingenieurs und Glaziologen Heinrich Hinze vom Alfred-Wegener-Institut nach Albert I. von Monaco (1848–1922), der 1903 maßgeblich an der Erstellung erster Karten der General Bathymetric Chart of the Oceans (GEBCO) beteiligt war. Die Benennung wurde im Juli 1997 durch das US-amerikanische Advisory Committee on Undersea Features (ACUF) bestätigt.